# Xylionulus transvena
Xylionulus transvena är en skalbaggsart som först beskrevs av Pierre Lesne 1900.  Xylionulus transvena ingår i släktet Xylionulus och familjen kapuschongbaggar. Inga underarter finns listade i Catalogue of Life.